# تران آنه دوك
تران آنه دوك هو لاعب كرة قدم فيتنامي في مركز حراسة المرمى، ولد في 11 مايو 1991 في فيتنام. لعب مع نادي هانوي.

## وصلات خارجية
- تران آنه دوك على موقع قاعدة بيانات كرة القدم.إي يو (الإنجليزية)
- تران آنه دوك على موقع Soccerway.com (الإنجليزية)